# 보들리 도서관

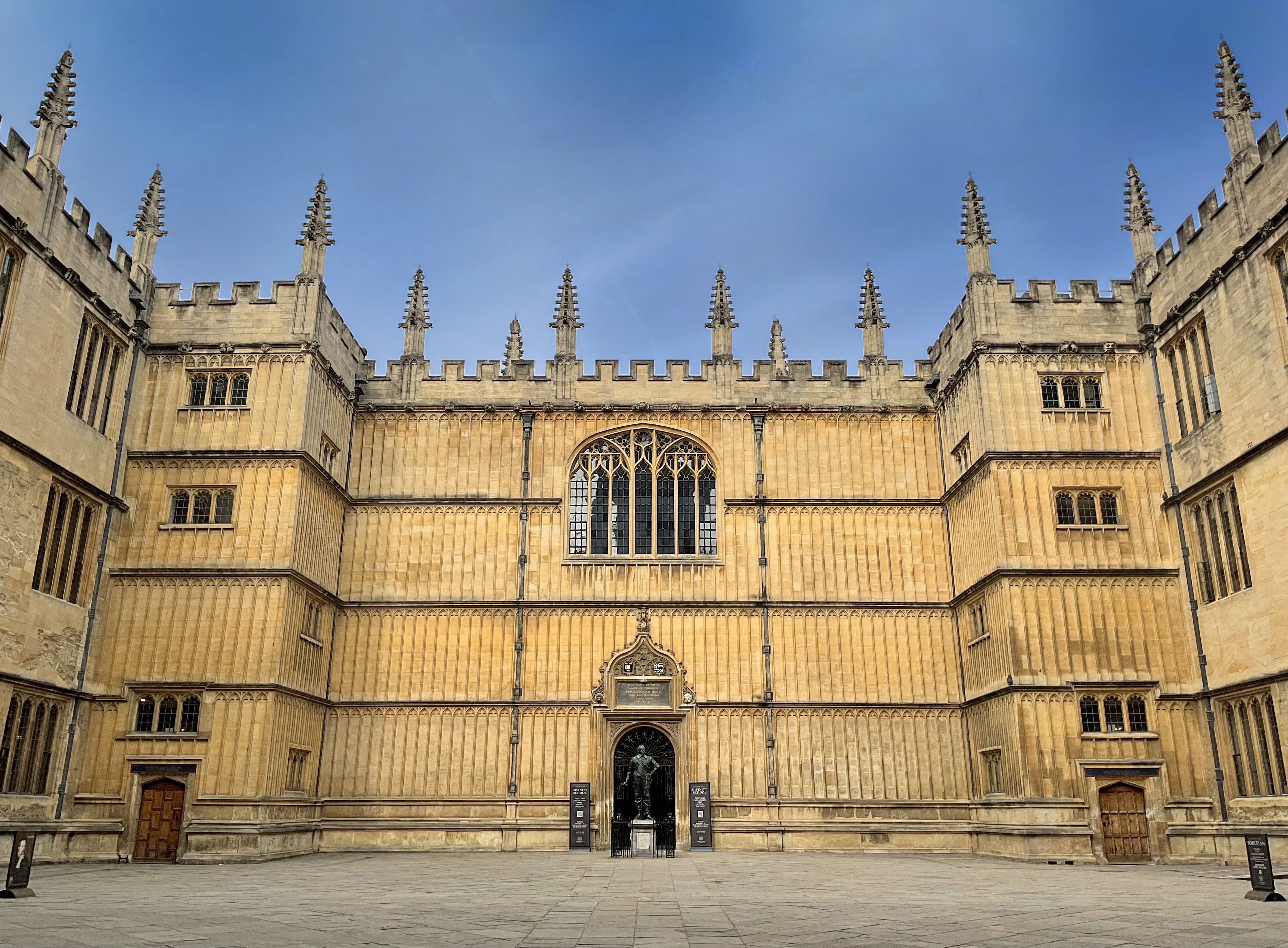
보들리 도서관

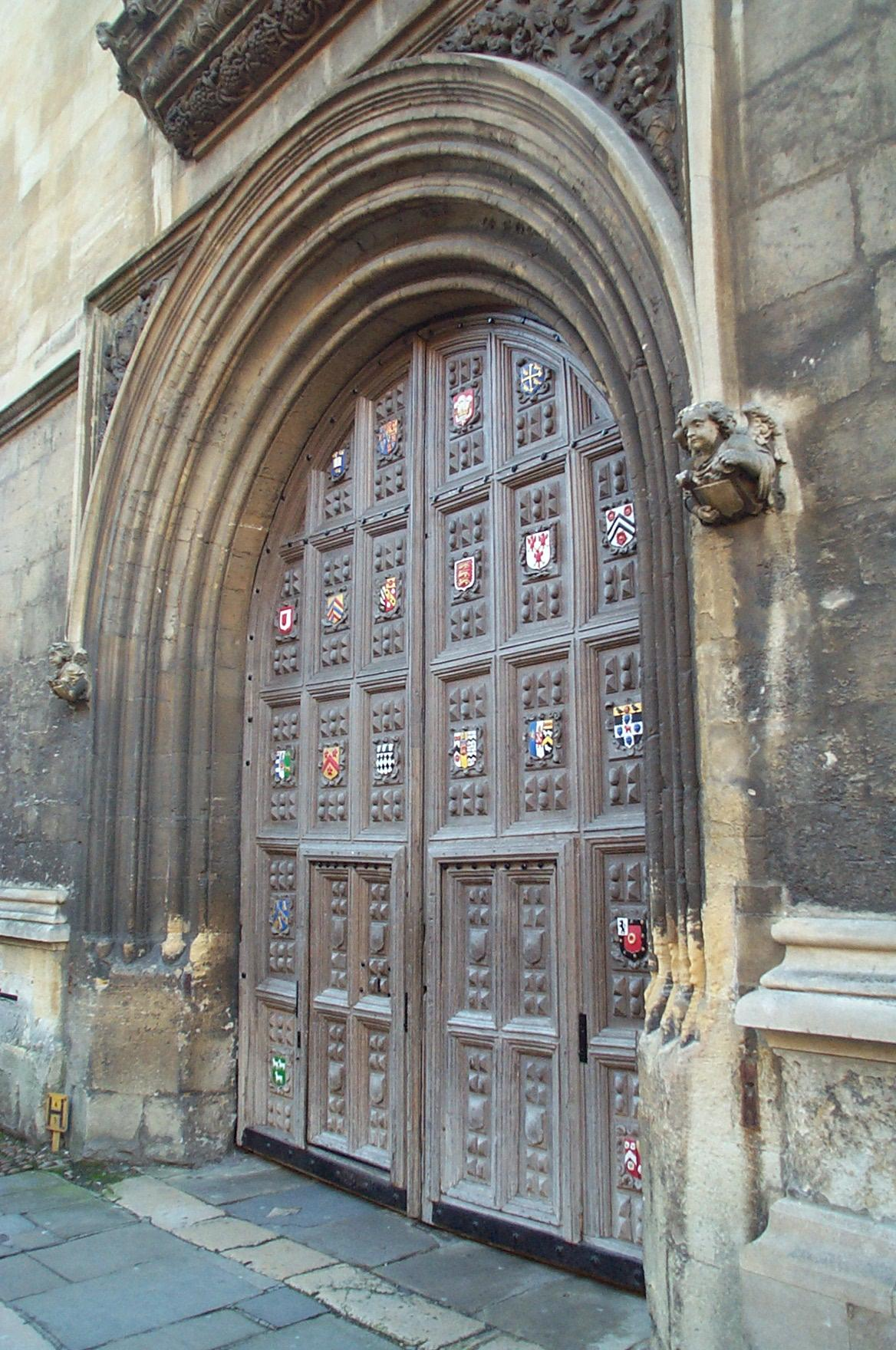
도서관 입구

보들리 도서관(Bodleian Library)은 영국 옥스퍼드 대학교의 중앙도서관이다. 약 500만 권의 도서와 6만 권이 넘는 필사본을 소장하고 있다. 또한 유명한 영국 작가들이 손으로 직접 쓴 원고를 소장하고 있다.
품목 12,000,000건 이상을 갖추고 있으며, 대영 도서관에 이어 영국에서 2번째로 큰 도서관이다.

## 같이 보기
- 유럽 도서관
- 구글 도서